# GITSK/Учёный custom
|  | Этому шаблону не хватает документации.Вы можете помочь проекту, создав описание шаблона: что он делает, как его использовать, какие параметры он принимает, в какие категории добавляет. Это поможет другим использовать его. - Не забывайте про категории (на странице /doc их нужно оборачивать в <includeonly></includeonly>) и интервики. - Некоторые советы по оформлению есть на странице проекта «Документирование шаблонов». |

Во избежание поломок страниц, использующих этот шаблон, экспериментируйте в песочнице (создать | зеркало) или своём личном пространстве.
Подстраницы этого шаблона.